# Hemus Air

Tupolev 154 in sosta nell'aeroporto di Brno (2003)

Hemus Air fu costituita nel 1986 a Sofia quale branca autonoma dell'aerolinea di bandiera statale Balkan. Le operazioni di volo iniziarono nel 1987, limitate a charter con il piccolo trigetto Yak 40 e il bireattore Tupolev 134 e lavoro aereo in generale con Antonov An-30 e il piccolo biturbina Let-410. I collegamenti di linea, quasi tutti effettuati per conto della capofila, furono avviati alla fine del 1990. Nella prima metà del decennio Hemus Air assunse uno status più indipendente e introdusse nella flotta velivoli più capienti quali il trigetto Tupolev 154.
Nel 2001 fu acquistata da Chimimport diventando una compagnia aerea privata a tutti gli effetti. Nel periodo successivo entrarono in flotta i primi velivoli di costruzione occidentale quali BAe 146 e Boeing 737. Nel 2010 fu inglobata nella nuova aerolinea di bandiera Bulgaria Air, cessando quindi completamente le proprie attività.

## Flotta
All'inizio del millennio la flotta comprendeva un Boeing 737-400 (168 posti), tre BAe 146-200 (90 posti) e due ATR 42-300 noleggiati (48 posti). 
Dal 1 maggio 2006 la flotta fu stata ampliata con quattro BAe 146-300 (110 posti) e altri due Boeing 737-400.